# Zygmunt Karski
Zygmunt Wincenty Gabriel Marian Karski (ur. 31 marca 1898 w Warszawie, zm. 2 maja 1967) – polski prawnik, tłumacz  i poeta, zbliżony do środowiska grupy literackiej „Skamander”.

## Życiorys
Był synem Zygmunta seniora i Wincentyny – właścicieli posiadłości i pałacu w Chrzęsnem. Miał siostrę – Gabrielę, po mężu Dobiecką. „Dzidziuś”, bo tak nazywali go członkowie rodziny, od dzieciństwa przejawiał talent artystyczny.
W 1917 rozpoczął studia na Wydziale Filozoficznym Uniwersytetu Warszawskiego, gdzie zaprzyjaźnił się z innym studentem tego instytutu – Leszkiem Serafinowiczem, bardziej znanym jako Jan Lechoń. Obracał się wówczas w środowisku młodych poetów takich jak Julian Tuwim, Jarosław Iwaszkiewicz i Antoni Słonimski, którzy reprezentowali nowy nurt poezji. Sam tez pisał. Jego twórczość pod względem formy i treści była zbliżona do wierszy owych autorów, tworzących wraz z Lechoniem grupę literacką „Skamander”.
W marcu 1918 został członkiem redakcji miesięcznika akademickiego „Pro Arte et Studio”, który publikował utwory skamandrytów. Uczestniczył również w sławnych spotkaniach grupy w warszawskiej kawiarni „Pod Picadorem”. Deklamował tam swoje wiersze podczas występów poetyckich członków „Skamandra”.
W 1922 ożenił się z Haliną z d. Avenarius. Drużbami na ślubie byli Jarosław Iwaszkiewicz i Stanisław Baliński – literat i dyplomata. W tym samym roku wydał swój pierwszy i jedyny tom poezji, pt. Musujący poranek. Niestety, publikacja poza przychylnym przyjęciem przez skamandrytów, otrzymała bardzo niepochlebne recenzje od wielu krytyków i rozgoryczony autor porzucił na pewien czas twórczość literacką. Wyjechał do Francji i podjął studia na paryskiej Sorbonie. Po uzyskaniu doktoratu w dziedzinie nauk prawnych powrócił w latach 30. do Polski i rodzinnego Chrzęsnego. Po zakończeniu II wojny światowej majątek matki przejęło państwo ludowe.
Jeszcze we wrześniu 1944, kilka tygodni po wybuchu powstania warszawskiego, wyjechał z Chrzęsnego do Stawiska, podwarszawskiej posiadłości Jarosława Iwaszkiewicza, który od początku znajomości był jego dobrym duchem. W Stawisku przebywał do marca 1945. Następnie przeniósł się do Krakowa i zatrzymał w nowo uruchomionym Domu Literatów, mieszczącym się w kamienicy przy ul. Krupniczej 22. Po kilku miesiącach udał się do Warszawy, gdzie znalazł mieszkanie. W 1946 zatrudnił się w charakterze tłumacza w Ambasadzie Francuskiej. Pracę tłumacza przysięgłego wykonywał do 1964. Wcześniej, bo w sierpniu 1952 poznał w Zakopanem swoją przyszłą żonę – Ewę. Poślubił ją w styczniu 1953. Małżeństwo – jego drugie – było bardzo udane. Ewa bardzo go wspierała, m.in. biorąc na swoje barki organizację życia codziennego. On zaś zajmował się pisaniem. Choć po wojnie nie ukazała się w Polsce żadna jego publikacja, nie przestawał tworzyć. Szereg utworów, m.in. powieści, zachowało się w rękopisach. Jego wiersze jednak były publikowane za granicą – w londyńskim tygodniku „Wiadomości”, redagowanym przez Mieczysława Grydzewskiego, który uznał go za prekursora surrealizmu w polskiej literaturze. Współpraca z Grydzewskim definitywnie pozbawiła go możliwości publikowania w Polsce Ludowej.

Ewa Karska o mężu: Zygmunt jest bezwzględnie wielki jako poeta, (...) jest najlepszym stylistą polskim (...) jest geniuszem metafory, a wieczna żywotność jego poezji polega na jej nieustannym powiązaniu z uczuciem. Nie ma chyba w polskiej poezji, drugiego poety, który był ogarnięty takim namiętnym płomieniem uczucia jak Zygmunt Karski...

Trzy dni po śmierci, 5 maja 1967 został pochowany na cmentarzu w Postoliskach obok innych członków rodziny. W ostatniej drodze towarzyszył mu ówczesny prezes Związku Literatów Polskich – Jarosław Iwaszkiewicz, który wygłosił wzruszające przemówienie pogrzebowe. Na jego grobie widnieje wyryty napis: „Współtwórca Skamandra – Osierocił poezję polską”.

## Upamiętnienie
- Jarosław Iwaszkiewicz opisał ślub Zygmunta i Haliny w książce Hilary, syn buchaltera[5], wydanej w 1923. Bohaterowie powieści występują pod zmienionymi imionami i nazwiskami.
- Stanisław Baliński sportretował Karskich oraz ich posiadłość Chrzęsne w noweli grozy Koniec rodziny Jasnych, opublikowanej w 1923 w dwóch zeszytach „Skamandra” – majowo-czerwcowym i lipcowo–sierpniowo–wrześniowym[5]. Zygmunt posłużył za pierwowzór jednego z bohaterów utworu – Zygmunta Jasnego.
- W 1970 po latach zakazu publikacji jego utworów, wznowiono tom Musujący poranek. Opracował go Janusz Stradecki, m.in. uzupełniając o wiersze drukowane w przedwojennych czasopismach i Londynie. W rezultacie wydana przez PIW publikacja ukazała się pt. Musujący poranek i inne wiersze.

## Uwaga
1. ↑  Informacje na temat małżeństwa Zygmunta i Haliny są szczątkowe.